# 1872 en mathématiques
| Années des mathématiques : 1869 - 1870 - 1871 - 1872 - 1873 - 1874 - 1875    |
| Décennies des mathématiques : 1840 - 1850 - 1860 - 1870 - 1880 - 1890 - 1900 |

Cet article présente les faits marquants de l'année 1872 en mathématiques.

## Évènements
- Octobre : à l'occasion d'un conférence prononcée lors de son admission comme professeur à la Faculté de Philosophie de l'Université d'Erlangen, le mathématicien allemand Felix Klein se fixe comme objectif de classifier les différentes géométries de l'époque. Il initie son célèbre programme d'Erlangen[1].

## Naissances
- 7 janvier : Lucjan Böttcher (mort en 1937), mathématicien polonais.
- 12 avril : Pasquale Calapso (mort en 1934), mathématicien italien.
- 6 mai : Willem de Sitter (mort en 1934), mathématicien, physicien et astronome néerlandais.
- 11 mai : Nikolai Saltykow (mort en 1961), mathématicien et historien des sciences d'origine russe.
- 18 mai : Bertrand Russell (mort en 1970), épistémologue, mathématicien, logicien, philosophe et moraliste britannique.
- 25 mai : Nikolai Saltykow (mort en 1961), mathématicien et historien des sciences russe.
- 31 mai : Maurice Potron (mort en 1942), mathématicien français.
- 21 juin : Onorato Nicoletti (mort en 1929), mathématicien italien.
- 12 août : Édouard Husson (mort en 1958), mathématicien français.
- 19 août : Théophile de Donder (mort en 1957), physicien, mathématicien et chimiste belge.
- 18 novembre : Giovanni Vacca (mort en 1953), mathématicien et sinologue italien.
- 22 décembre : Zdzisław Krygowski (mort en 1955), mathématicien polonais.

## Décès
- 1er avril : Martin Ohm (né en 1792), mathématicien allemand.
- 29 avril : Jean-Marie Duhamel (né en 1797), mathématicien et physicien français.
- 5 août : Charles-Eugène Delaunay (né en 1816), mathématicien et astronome français.
- 7 novembre : Alfred Clebsch (né en 1833), mathématicien allemand.
- 28 novembre : Mary Somerville (née en 1780), mathématicienne britannique.